# Federació Sindical Mundial
La Federació Sindical Mundial (en anglès World Federation of Trade Unions, WFTU) és una internacional de sindicats establerta a París el 3 d'octubre de 1945. És la segona organització sindical internacional per antiguitat, sols superada per l'OIT. En el context de la Guerra Freda, estava considerada com una associació propera a la Unió Soviètica. Amb la caiguda del Bloc de l'est, entra en declivi i el 2006 seria sobrepassada per la Confederació Sindical Internacional. Aquell mateix any, la FSM trasllada la seua seu de Praga a Atenes.
El declivi ocasionat per l'acabament de la guerra freda i per la voluntat d'alguns sindicats d'allunyar-se del control dels partits comunistes, s'atura a partir del congrés de l'Havana el 2005. Allí es reactualitza l'ideari i els objectius a partir d'una nova anàlisi de la realitat, i així es recupera la lluita de classes, l'abolició de l'explotació capitalista i la lluita contra l'imperialisme com a conceptes definitoris (“tots els pobles tenen dret a decidir per ells mateixos el seu futur”). També integra en el seu ideari nous conceptes com el dret de tots els infants de classe obrera a l'educació i formació i salut; la igualtat entre homes i dones; la lluita per un món sense explotació ni guerres ni pobresa ni prostitució ni explotació infantil; la lluita contra la privatització dels serveis públics i especialment de la seguretat social; la lluita contra la destrucció del medi ambient i per la qualitat de vida; i la coordinació de tots els sindicats, independentment de llurs diferències, per afrontar els atacs del capitalisme. En el 16è congrés celebrat a Atenes el 2011, s'adopten igualment uns nous estatuts renovats.
A més, entre les seves reivindicacions més concretes, hi ha la jornada laboral de 35 hores setmanals, i l'edat de jubilació de 60 anys per als homes i de 55 anys per a les dones.
La Coordinadora Obrera Sindical i la Intersindical-CSC són els sindicats dels Països Catalans membres de ple dret de la FSM. Els altres sindicats de l'estat espanyol adherits a la FSM són el sindicat basc LAB, el gallec Confederacion Intersindical Galega (CIG), els canaris Frente Sindical Obrero de Canarias (FSOC) i la Intersindical Canaria, així com la Coordinadora Sindical de Clase. De l'estat francès, són membres de la FSM diverses federacions nacionals de branca de la CGT i d'unions departamentals del mateix sindicat (que el 1995, quan la CGT se'n va desvincular, no van seguir les directrius de la direcció).
D'entre els sindicats de la resta del món adherits a la FSM hi ha la Central de Treballadors Cubans, la Central Obrera Boliviana, la CTB i la CGT del Brasil, la CGT del Perú, els sindicats bolivarians de Veneçuela, el sindicat COSATU sud-africà (membre –juntament amb el Partit Comunista i l'ANC de Nelson Mandela– de la triple aliança que va acabar amb l'apartheid), la CGT del Líban, la CGTU de Síria, i la UGTP de Palestina, el sindicat turc DISK i el grec PAME, el VGCL del Vietnam, alguns sindicats hindús i alguns de Sri Lanka, el sindicat dels treballadors migrants de Rússia i –amb una certa polèmica amb la KCTU de Corea del Sud– la Federació General de sindicats de Corea del Nord.